# Фарида Осман
Фарида Хишам Осман (арап. فريدة عثمان; енгл. Farida Hisham Osman; Индијанаполис, 18. јануар 1995) египатска је пливачица чија специјалност је пливање слободним, делфин и леђним стилом. Једна је од најуспешнијих афричких пливачица, вишеструка првакиња и рекордерска Африке, освајачица златне медаље на Медитеранским играма 2013. у Мерсину, и на светском јуниорском првенству у Лими 2011. године (оба злата је освојила у трци на 50 метара делфин). Прва је египатска пливачица која је освојила медаљу на светским првенствима у пливању.
Прва је египатска пливачица која је пливала у финалу неког светског првенства у сениорској конкуренцији. На Светском првенству 2013. у Барселони у дисциплини 50 метара делфин стилом финалну трку је завршила на 7. месту.
Представљала је Египат на Летњим олимпијским играма 2012. у Лондону и Играма 2016. у Рио де Жанеиру. У Рију је пливала две трке, на 100 метара делфин заузела је 12. место, док је у трци на 50 слободно уз нови афрички рекорд (24.91) била 18. у квалификацијама.